# Vima Takto
Vima Takto, död 90 e.Kr., var en indisk monark. Han var regerande monark av Kushanariket i Indien och Afghanistan mellan 80 och 90 e.Kr.